# Bill Thompson (Fußballspieler, 1921)
William Gordon „Bill“ Thompson (* 10. August 1921 in Glasgow; † 26. Dezember 1988 in Portsmouth) war ein schottischer Fußballspieler und -trainer. Als Verteidiger war er im erweiterten Kader des FC Portsmouth, der in den Jahren 1949 und 1950 zwei englische Meisterschaften in Serie gewann. Später trainierte er in den Niederlanden Sparta Rotterdam und den HFC Haarlem sowie in Ägypten den Ismaily SC.

## Karriere
Thompson spielte zunächst Fußball in seiner schottischen Heimat in der Kleinstadt Carnoustie und nach dem Ende des Zweiten Weltkriegs wechselte er im März 1946 nach England zum Erstligisten FC Portsmouth. Bei „Pompey“ wurde Thompson als vielseitig einsetzbarer Ergänzungsspieler betrachtet, wobei seine bevorzugte Position die des linken Außenläufers war. Als Ersatzmann hinter Jimmy Dickinson musste er gut drei Jahre auf die ersten Bewährungschancen in der Profielf warten und als Portsmouth in der Saison 1948/49 die englische Meisterschaft gewann, steuerte Thompson drei Einsätze dazu bei. Dabei vertrat er Dickinson nach der bereits gefallenen Entscheidung im letzten Heimspiel gegen Huddersfield Town (2:0) und war danach linker Verteidiger sowie Mittelläufer in den beiden letzten Ligapartien.
Im Oktober 1949 absolvierte er weitere fünf Pflichtspiele in Serie, wozu auch der Charity Shield (englischer Supercup) gehörte, in dem sich Portsmouth von den Wolverhampton Wanderers mit 1:1 trennte. Hier profitierte er von dem Ausfall von Reg Flewin, der sich von einer Blinddarmoperation erholte. Während der Saison 1949/50, in der Portsmouth den Ligatitel verteidigte, kam Thompson noch zu weiteren Einsätzen, wobei er nach Vertretungen für Jimmy Scoular, Flewin und Dickinson am letzten Spieltag den wohl bedeutendsten Moment seiner Karriere erlebte. Thompson, der während seiner ganzen Karriere als Abwehrspieler unterwegs gewesen war, musste plötzlich als Ersatz für Ike Clarke als Mittelstürmer dienen. Portsmouth benötigte gegen Aston Villa noch einen Sieg und es dauerte gerade einmal 20 Sekunden, bevor er per Weitschuss den Führungstreffer erzielte. Er steuerte noch ein weiteres Tor zum 5:1-Sieg bei und sicherte so dem Verein den Meistertitel aufgrund des besseren Torquotienten gegenüber Wolverhampton. In den folgenden gut zweieinhalb Jahren bestritt Thompson noch weitere insgesamt 28 Ligaspiele und wechselte dann im Januar 1953 zum Drittligisten Bournemouth & Boscombe. Für Bournemouth absolvierte Thompson 45 Pflichtspiele, bevor Verletzungsprobleme für das Ende seiner Football-League-Karriere sorgten.
Im Sommer 1954 schloss er sich Guildford City in der Southern League an. Nach dem Abgang von Archie Macaulay fungierte Thompson ab Dezember 1955 als Spielertrainer und gewann 1956 die Meisterschaft. Mit dieser Empfehlung konnte er sich im Sommer 1957 gegen mehr 30 Mitbewerber als neuer Trainer des Drittligisten Exeter City durchsetzen. Letztlich gestaltete sich seine Amtszeit dort jedoch schwierig und kurz. Neben einer sportlichen Abwärtsentwicklung häuften sich die Meinungsverschiedenheiten mit dem Präsidenten A. S. Line und so musste Thompson Exeter schon im Januar 1958 wieder verlassen. Nur wenige Tage später nahm in mit Worcester City wieder ein Klub aus der Southern League unter Vertrag. Während seiner Zeit in Worcester machte er in der Saison 1958/59 auf sich aufmerksam, als ihm mit seinem Team im FA Cup ein überraschender Sieg gegen den FC Liverpool gelang. In den folgenden beiden Jahren blieben die Erfolge trotz prominenter Verpflichtungen wie die von Billy Reed und Johnny Nicholls aber aus.
Nach der Entlassung von Freddie Cox wurde er interimistisch im Frühjahr 1961 dessen Nachfolger in Portsmouth. Zu seiner Enttäuschung mündete dies nicht in eine permanente Beschäftigung als Cheftrainer, aber er blieb dem Klub zunächst als Assistent von George Smith erhalten. Anschließend betätigte sich Thompson als Trainer jenseits der britischen Inseln. Dabei betreute er in den Niederlanden Sparta Rotterdam zwischen 1963 und 1966 sowie den HFC Haarlem zwischen 1970 und 1971. Größter Erfolg war hier 1966 der Sieg im niederländischen Pokal. Weiteres Highlight war sein Engagement in Ägypten für den Ismaily SC, mit dem er 1967 die heimische Meisterschaft gewann. Später kehrte Thompson nach Portsmouth zurück und kümmerte sich bei seinem Ex-Verein speziell um die Betreuung ausländischer Klubs, die den Weg nach England gefunden hatten. Er starb am 2. Weihnachtstag des Jahres 1988 im Alter von 67 Jahren.

## Titel
als Spieler
- Charity Shield (1): 1949 (geteilt)

als Trainer
- Ägyptische Meisterschaft (1): 1967
- Niederländischer Pokal (1): 1966
- Southern League (1): 1956